# Spring Airlines
Spring Airlines (tiếng Trung: 春秋航空; bính âm: Chūnqiū Hángkōng; viết tắt 春航; Hán-Việt: "Hàng không Xuân Thu") là một hãng hàng không giá rẻ có trụ sở chính tại Homeyo Hotel (航友宾馆 Hángyǒu Bīnguǎn) ở huyện Trường Ninh, Thượng Hải, Trung Quốc.
Spring Airlines là công ty con của Công ty Dịch vụ du lịch quốc tế Thượng Hải. Hãng là hãng hàng không duy nhất no frill của Trung Quốc.
Spring Airlines báo cáo lợi nhuận ròng là 470 triệu nhân dân tệ (71.200.000 $) vào năm 2010.
Hãng hàng không được phê chuẩn thành lập vào ngày 26 tháng 5 năm 2004. Chiếc máy bay đầu tiên của hãng, một chiếc Airbus A320 (trước đây của Lotus Air), được chuyển giao vào ngày 12 tháng 7 năm 2005, tại Sân bay quốc tế Hồng Kiều Thượng Hải. Spring Airlines bắt đầu hoạt động từ ngày 18 tháng 7 năm 2005 và chuyến bay đầu tiên vào ngày hôm đó là giữa Thượng Hải và Yên Đài. Các chuyến bay hàng ngày đến Quế Lâm cũng đã được khởi xướng.

## Đội bay
Tính đến tháng 6/2021:
| Máy bay         | Đsng vận hành | Đặt hàng | Hành khách | Ghi chú |
| --------------- | ------------- | -------- | ---------- | ------- |
| Airbus A320-200 | 80            | —        | 174        |         |
| Airbus A320-200 | 80            | —        | 180        |         |
| Airbus A320-200 | 80            | —        | 186        |         |
| Airbus A320neo  | 20            | 25       | 186        |         |
| Airbus A321neo  | 6             | 9        | 240        |         |
| Tổng cộng       | 106           | 34       |            |         |